# Paarma Lund Kreutzmann
Paarma Sara Egede Lund Kreutzmann (geb. Lund; * 16. Dezember 1984) ist eine grönländische Politikerin (Inuit Ataqatigiit).

## Leben
Paarma Lund Kreutzmann ist die Tochter des Politikers Kalistat Lund (* 1959) und seiner Frau Ivalo Egede Lund. Sie schloss 2017 ein Studium als Krankenschwester am Ilisimatusarfik ab. Sie lebt mit ihrem Mann Ulloriaq Kreutzmann in Sisimiut, wo sie das Unternehmen Milak Productions betreiben, das Hundefutter produziert, wofür sie 2024 mit dem grönländischen Unternehmerpreis ausgezeichnet wurden.
Paarma Lund Kreutzmann kandidierte erstmals bei der Parlamentswahl in Grönland 2025 und erreichte den dritten Nachrückerplatz der Inuit Ataqatigiit. Von dort aus rückte sie für die beurlaubten Minister ins Inatsisartut nach.